# Lekkoatleta z Newark
Lekkoatleta z Newark – amerykański film niemy z 1891 roku w reżyserii Williama Heise i Williama K.L. Dicksona
W 2010 roku obraz został dodany do National Film Registry jako dzieło „znaczące kulturowo, historycznie lub estetycznie”, w wyniku czego Lekkoatleta z Newark stał się najstarszym filmem, który trafił do Narodowego Rejestru Filmowego Stanów Zjednoczonych